# Nāḩiyat al Bahlūlīyah
Nāḩiyat al Bahlūlīyah (arabiska: ناحية البهلولية) är ett subdistrikt i Syrien.   Det ligger i provinsen Latakia, i den västra delen av landet, 240 km norr om huvudstaden Damaskus.
Trakten runt Nāḩiyat al Bahlūlīyah består till största delen av jordbruksmark. Runt Nāḩiyat al Bahlūlīyah är det tätbefolkat, med 493 invånare per kvadratkilometer.